# Eriskay pony

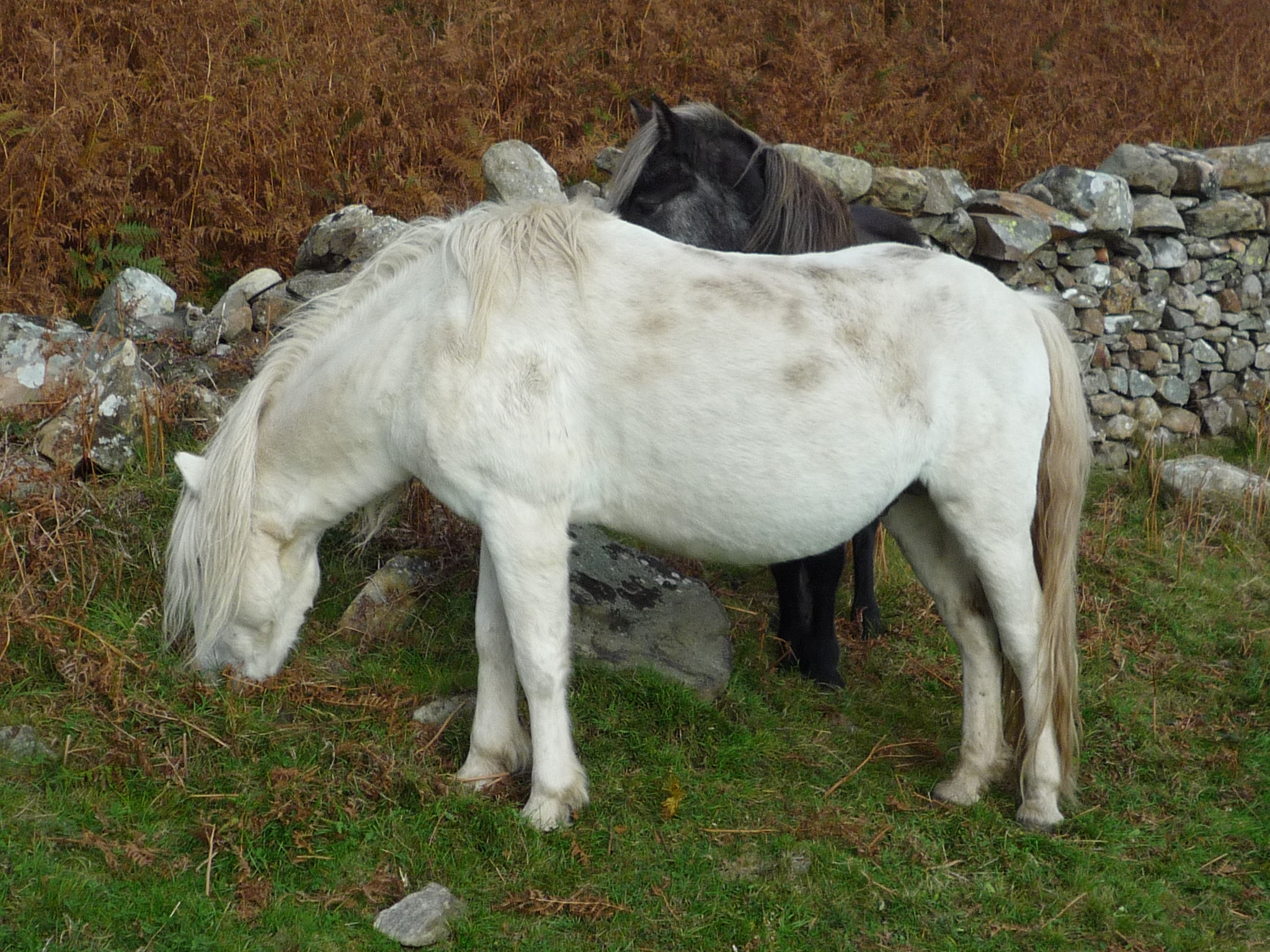
Eriskay pony's op Holy Isle

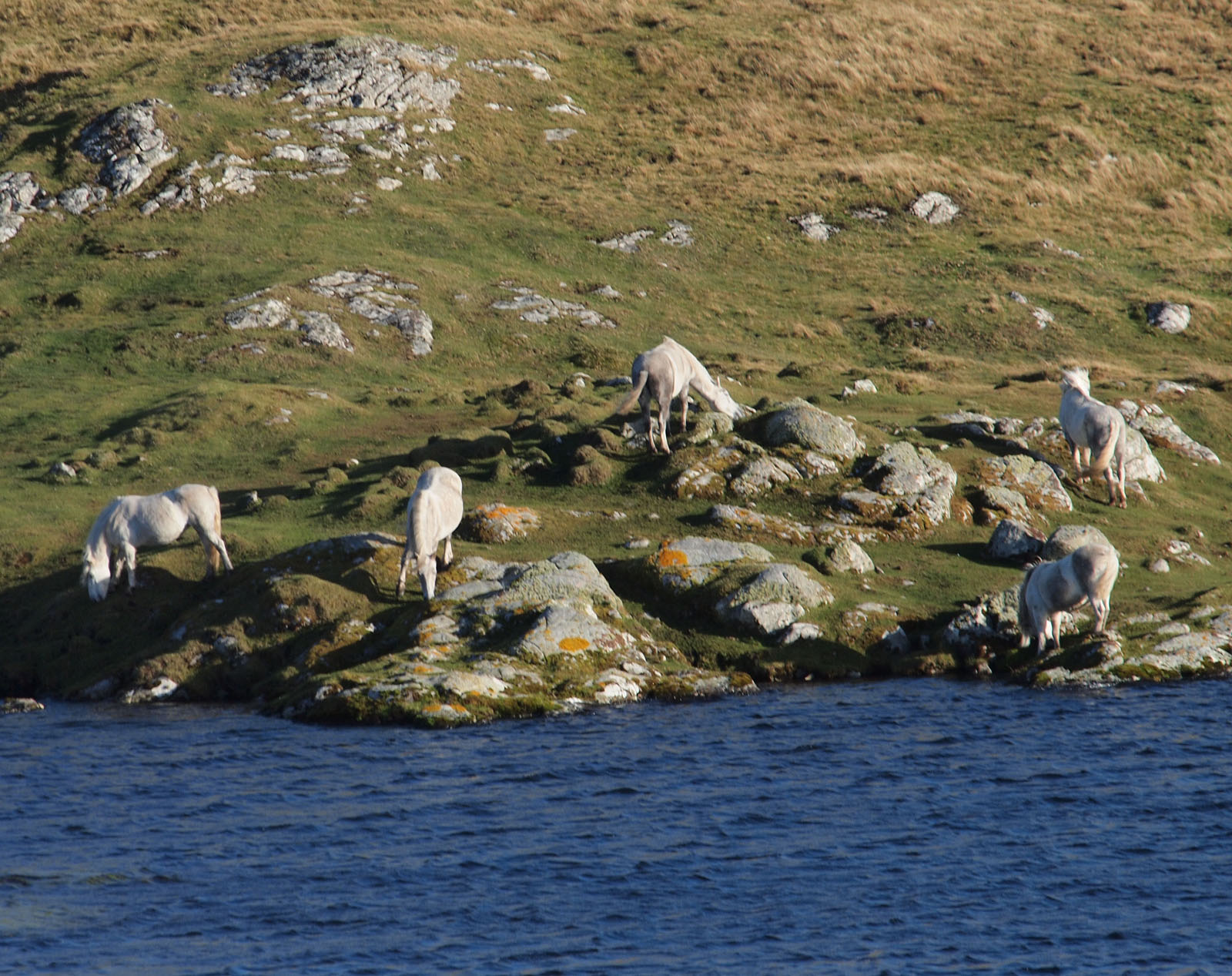
Eriskay pony's nabij Loch Cracabhaig

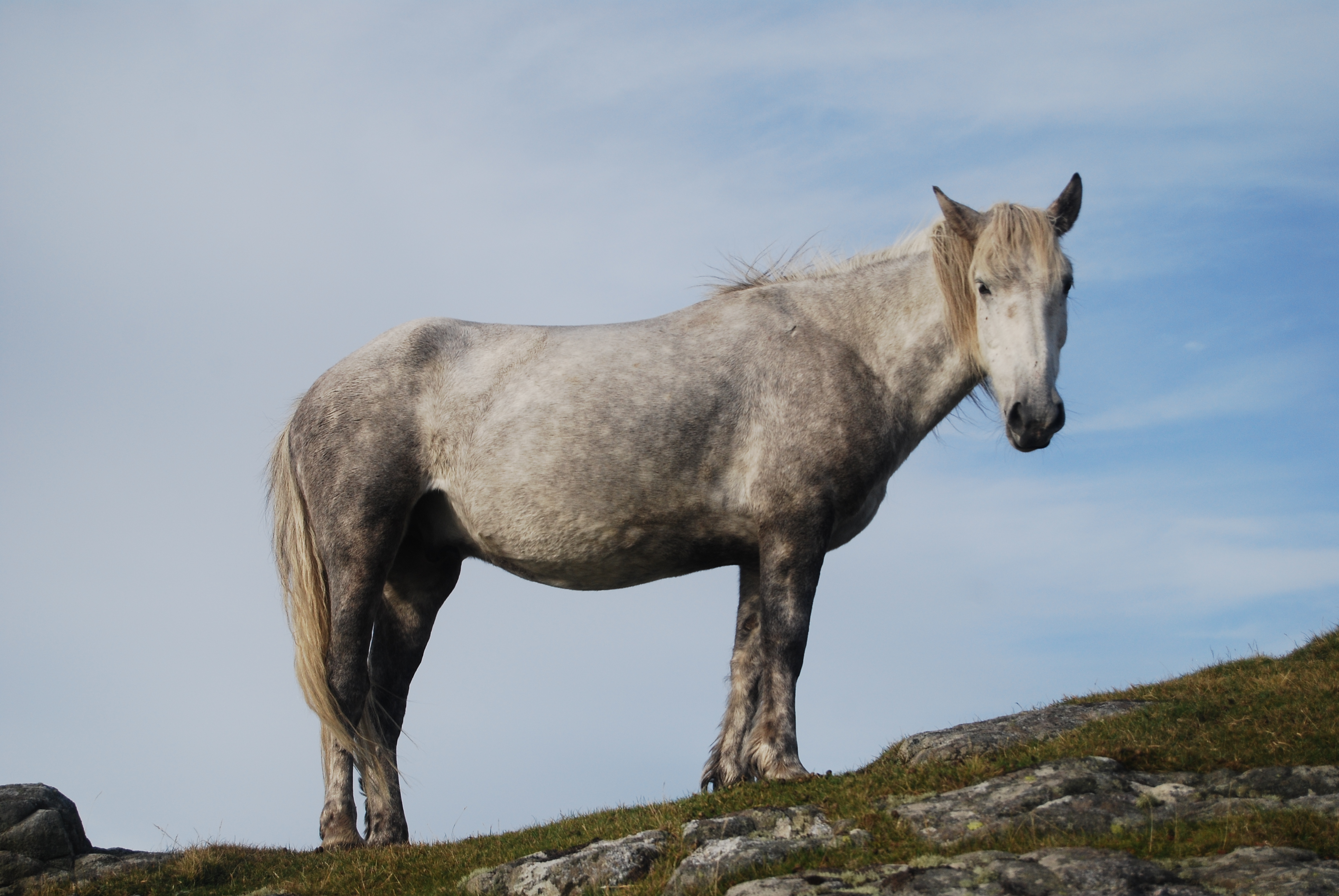
Eriskay pony

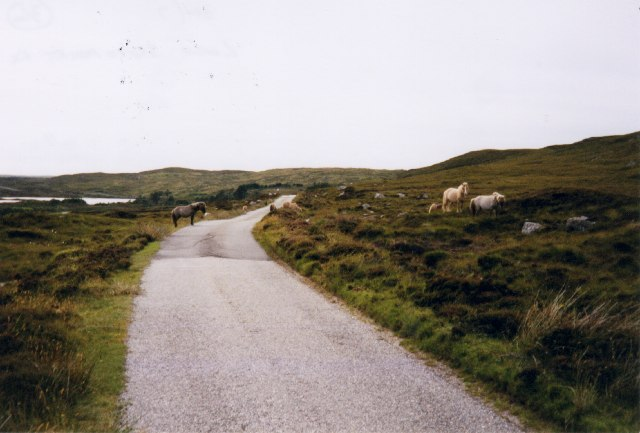
Eriskay pony's nabij Loch Sgioport

De Eriskay pony is een zeldzaam ponyras dat afkomstig is van het eiland Eriskay in de Buiten-Hebriden van Schotland. Tegenwoordig bestaan er slechts enkele honderden Eriskay pony's.

## Rasbeschrijving
De Eriskay pony is een vrij kleine pony, met een schofthoogte variërend van 1,24 tot 1,38 meter. Omdat in het verleden sterke pony's met een goed karakter nodig waren en moeilijk karakter niet werd getolereerd, resulteerde dit in een werkwillige, intelligente en sterke pony die zich vriendelijk toonde naar de mens.
De overheersende kleur van de Eriskay pony's is grijs of schimmel, met hier en daar zwart of bruin. Andere vachtkleuren komen niet voor. In de winter krijgen de Eriskay pony's een dikke, waterdichte vacht die hen in staat stelt te leven in het ruige klimaat van Eriskay. Het beenwerk van de pony's is fijn en droog, met slechts een kleine vetlok onderaan de benen.

## Geschiedenis
De Eriskay pony's hebben verre Noorse en Keltische voorvaderen. Dit werd aangetoond door de proporties van de Eriskay pony's te vergelijken met de verhoudingen van de prehistorische paardentekeningen gevonden in Schotland.
De pony's werden tot in de 19e eeuw met name gebruikt als lastdieren. Dankzij het ruige klimaat op het eiland Eriskay ontwikkelden de pony's dichte vachten, manen en staart die goed aangepast zijn aan het winderige, koude en ruige klimaat. Dankzij de kracht en het goede karakter van de pony's werden de Eriskay's een belangrijke bron van kracht in vele families, die de sterke werkpony's goed konden gebruiken.

## Stamboek
In 1970 kwam men tot de ontdekking dat er nog maar twintig rasechte Eriskay pony's waren, en nog maar één raszuivere hengst. Het alarmsignaal resulteerde in de samenwerking van een dominee, dokter, dierenarts, wetenschapper en boeren voor het in stand houden van het ras. In 1971 werd de Eriskay Pony (Purebred) Studbook Society of Comann Each nan Eilean opgericht. Dit stamboek wil de raszuiverheid bewaren. In 1986 werd de Eriskay Pony Society opgericht, die ook kruisingen wil toelaten en registreren om zo tot een veelzijdig bruikbare recreatiepony te komen.
Dankzij deze organisaties waren er tegen het einde van de 20e eeuw rond de vierhonderdtwintig pony's. Een klein aantal van hen leeft in halfwilde kuddes op het Holy Isle in de Firth of Clyde.

## Raskenmerken
- Schofthoogte – Tussen de 1,24 meter en de 1,38 meter
- Hoofd – Breed voorhoofd met goede ronde ogen, van elkaar af gezet. De oren zijn welgeplaatst en klein. Diepe kaak en zachte neus die het zachte karakter goed uitdrukken
- Front – Schuine schouder en een hoog ingezette hals die fier gedragen wordt. De borst is niet te breed.
- Lichaam – Lange ribbenkast, maar een korte rug die een krachtige achterhand garandeert. Goed, schuin kruis, tot aan de staart, die eveneens zorgt voor een sterke achterhand.
- Benen en hoeven – Droge benen, maar niet breed. De hoeven zijn hard en rond, in goede proportie tot de beenlengte.
- Beweging – Vloeiende bewegingen zonder onderbrekingen, met goed ritme. De stap en draf zijn recht en hebben goede achterhand beweging en veel schoudervrijheid.
- Manen, staart en vacht – Zomervacht fijn en zacht, wintervacht dik en waterdicht. Dikke manen en staart, en de staart is welgedragen.

## Gebruik
De pony's van dit ras zijn geschikt voor meerdere vormen van paardensport, zowel mennen als rijden onder het zadel.